# Creswell (Caroline du Nord)
Creswell est une ville américaine située dans le comté de Washington dans l'État de Caroline du Nord. En 2010, sa population était de 276 habitants.

## Démographie
| 1880 | 1890 | 1900 | 1910 | 1920 | 1930 |
| ---- | ---- | ---- | ---- | ---- | ---- |
| 145  | 202  | 224  | 329  | 393  | 350  |

| 1940 | 1950 | 1960 | 1970 | 1980 | 1990 |
| ---- | ---- | ---- | ---- | ---- | ---- |
| 459  | 425  | 402  | 633  | 426  | 361  |

| 2000 | 2010 | - | - | - | - |
| ---- | ---- | - | - | - | - |
| 278  | 276  | - | - | - | - |